# Max Murray
Maxwell «Max» Murray (Falkirk, Escocia, Reino Unido, 7 de noviembre de 1935-5 de septiembre de 2016) fue un futbolista británico.

## Carrera
Tras formarse en el Camelon, Murray inició su carrera como profesional en el Queen's Park. Pese a debutar en el año 1953, no consiguió marcar su primer gol hasta el 13 de agosto de 1955, en un partido de la Copa de la Liga de Escocia en la que su equipo venció por cinco goles a cero al club de su ciudad natal. Al final de esa temporada, fichó por el Rangers. Con el conjunto del Ibrox se proclamó campeón de la liga escocesa en dos ocasiones y fue el máximo goleador en tres temporadas consecutivas. En total, anotó 121 goles en tan solo 154 encuentros. Además, el 24 de octubre de 1956, marcó el primer gol de la historia del Rangers en competición europea, en un partido frente al OGC Niza que los escoceses ganaron en su estadio por dos tantos a uno.
En 1962, fichó por el West Bromwich Albion, pero solo estuvo una temporada en Inglaterra. Posteriormente, regresó a Escocia, donde formó parte de las filas de varios equipos. Finalmente, disputó su última temporada como jugador en el Lisburn Distillery norirlandés.
Murray no fue convocado por la selección escocesa absoluta durante su carrera, pero disputó dos encuentros con la selección sub-23.
Murray falleció el 5 de septiembre de 2016, a los 80 años de edad.

### Trayectoria
| Club                       | País              | Temporadas | Partidos | Goles |
| -------------------------- | ----------------- | ---------- | -------- | ----- |
| Queen's Park F. C.         | Escocia           | 1953-1955  | 49       | 24    |
| Rangers F. C.              | Escocia           | 1955-1962  | 103      | 80    |
| West Bromwich Albion F. C. | Inglaterra        | 1962-1963  | 3        | 0     |
| Third Lanark A. C.         | Escocia           | 1963-1965  | 61       | 17    |
| Clyde F. C.                | Escocia           | 1965-1966  | 6        | 2     |
| Lisburn Distillery F. C.   | Irlanda del Norte | 1966-1968  | —        | —     |

### Citas
1. 1 2 3 4 5  «Max Murray» (en inglés). Rangers Football Club. 5 de septiembre de 2016. Consultado el 9 de septiembre de 2016.
2. ↑  Antonio Zea (28 de marzo de 2007). «European Champions' Cup 1956-57 - Details» (en inglés). RSSSF. Consultado el 9 de septiembre de 2016.
3. ↑  Neil Brown. «Max Murray» (en inglés). Newcastle fans. Consultado el 9 de septiembre de 2016.